# Brossay
Brossay is een gemeente in het Franse departement Maine-et-Loire (regio Pays de la Loire) en telt 266 inwoners (2004). De plaats maakt deel uit van het arrondissement Saumur.

## Geografie
De oppervlakte van Brossay bedraagt 4,8 km², de bevolkingsdichtheid is 55,4 inwoners per km².
De onderstaande kaart toont de ligging van Brossay met de belangrijkste infrastructuur en aangrenzende gemeenten.

## Demografie
Onderstaande figuur toont het verloop van het inwonertal (bron: INSEE-tellingen).

1. ↑  Populations de référence 2022.